# Corrent de frontera

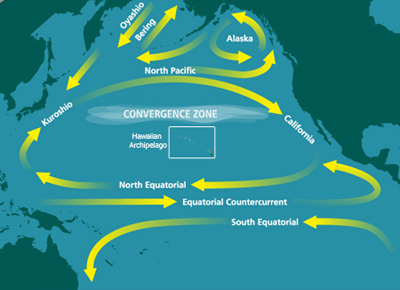
Els corrents oceànics principals implicats en el Gir de l'Oceà Pacífic nord

Els Corrents de Frontera són corrents oceànics amb les dinàmiques determinades per la presència d'una costa, i poden pertànyer a dues categories distintes: corrents de frontera occidental i corrents de frontera oriental.

## Corrents de frontera oriental
Els Corrents de frontera oriental són relativament superficials, amples i que flueixen lentament. Són trobats en el costat oriental de les conques oceàniques (adjacent a les costes occidentals de continents). Els Corrents de frontera oriental flueixen a prop de l'equador, transportant aigua freda de latituds altes a latituds baixes; els exemples inclouen el Corrent de Benguela, el Corrent de Canàries, el Corrent de Humboldt, i el Corrent de Califòrnia. Les surgències costaneres produïdes per corrents de frontera sovint produeixen aigua rica en nutrients a regions properes als marges orientals, fent-los àrees biològicament productives de l'oceà.

## Corrents de frontera occidental

Els girs oceànics més grans del món.

Els corrents de frontera occidental són tebis, profunds, estrets, i ràpids que formen en el costat oest de les conques oceàniques a causa d'intensificació occidental. Porten aigua tèbia dels tròpics vers als pols. Exemples són com ara: el Corrent del Golf, el Corrent de les Agulhas, i el Kuroshio.

### Desacceleració Occidental
La intensificació occidental és la intensificació del braç occidental d'un corrent oceànic, particularment si estan inclosos en un gran gir de conca oceànica. Els vents alisis bufen cap a l'oest en els tròpics, i els Vents prevalents de l'oest bufen cap a l'est a latituds mitjanes. Aquest patró de vent aplica una tensió a la superfície subtropical oceànica amb torsió negativa en l'hemisferi del nord i un rotacional positiu en l'hemisferi del sud. La resultant de Sverdrup del transport d'aigua és en sentit cap a l'equador en ambdós casos. A causa de la conservació de massa i la conservació de vorticitat potencial, aquell transport és equilibrat per un estret, intens corrent adreçat a cada pol, el qual flueix al llarg de la frontera occidental de la cubeta oceànica, permetent la vorticitat introduïda per fricció costanera equilibrar l'entrada de vorticitat per causa del vent. La intensificació occidental també ocorre en els girs polars, on el signe del vòrtex d'estrès del vent i la direcció dels corrents resultants és invertida. És a causa de la intensificació occidental que els corrents en la frontera occidental d'una cubeta (com el Corrent de Golf, un corrent en el costat occidental de l'Oceà Atlàntic) és més fort que aquells en la frontera oriental (com el Corrent de Califòrnia, en el costat oriental de l'Oceà Pacífic). La intensificació occidental fou per primera vegada explicada per l'oceanògraf americà Henry Stommel.
En 1948, Henry Stommel va publicar un article en Transactions, american Geophysical Union titulat "The Westward Intensification of Wind-Driven Ocean Currents", en el qual va utilitzar un senzill i homogeni, model d'oceà rectangular per examinar les línies de corrent i les alçades dels contorns de la superfície per un oceà en un marc no-rotatori, un 'oceà' caracteritzat per un valor constant de Coriolis i finalment, un cas real de conca oceànica amb un paràmetre de Coriolis variable en latitud. En aquesta senzilla, instal·lació de modelat, els factors principals que eren tinguts en compte per influir en la circulació oceànica eren la pressió sobre el vent de la superfície, fricció respecte del fons, una alçada de superfície hidràulica variable que produeix gradients de pressió horitzontals, i finalment, el paràmetre de l'efecte Coriolis.

### Model matemàtic de Stommel
En el seu model simplificat, va assumir un oceà de densitat constant i profunditat {\displaystyle D+h} en presència de corrents oceànics; Stommel també introduí un terme friccional linealitzat per incloure-hi els efectes dissipatius que impedeixen l'oceà real d'accelerar-se. Comença, doncs, a partir de les equacions de moment en estat estacionari i de continuïtat:
{\displaystyle f(D+h)v-F\cos \left({\frac {\pi y}{b}}\right)-Ru-g(D+h){\frac {\partial h}{\partial x}}=0\qquad (1)}
{\displaystyle \quad -f(D+h)u-Rv-g(D+h){\frac {\partial h}{\partial y}}=0\qquad \qquad (2)}
{\displaystyle \qquad \qquad {\frac {\partial [(D+h)u]}{\partial x}}+{\frac {\partial [(D+h)v]}{\partial y}}=0\qquad \qquad \qquad (3)}
Aquí {\displaystyle f} és la magnitud de la força de Coriolis, {\displaystyle R} és el coeficient de fricció amb el fons, {\displaystyle g\,\,} és la gravetat, i {\displaystyle -F\cos \left({\frac {\pi y}{b}}\right)} és la força del vent. El vent bufa cap a ponent quan {\displaystyle y=0} i cap a llevant quan {\displaystyle y=b}.

Introduint en (1) l'expressió {\displaystyle {\frac {\partial }{\partial y}}} i en (2)l'expressió {\displaystyle {\frac {\partial }{\partial x}}}, restant, i posteriorment emprant (3), hi dona: 
{\displaystyle v(D+h)\left({\frac {\partial f}{\partial y}}\right)+{\frac {\pi F}{b}}\sin \left({\frac {\pi y}{b}}\right)+R\left({\frac {\partial v}{\partial x}}-{\frac {\partial u}{\partial y}}\right)=0\quad (4)}
Si introduïm una funció de flux (de corrent) {\displaystyle \psi } i la linearitzem assumint que {\displaystyle D>>h}, l'equació (4) hom redueix a: 
{\displaystyle \nabla ^{2}\psi +\alpha \left({\frac {\partial \psi }{\partial x}}\right)=\gamma \sin \left({\frac {\pi y}{b}}\right)\qquad (5)}
Aquí
{\displaystyle \alpha =\left({\frac {D}{R}}\right)\left({\frac {\partial f}{\partial y}}\right)}
i
{\displaystyle \gamma ={\frac {\pi F}{Rb}}}
Les solucions de (5) amb condicions de frontera en les quals {\displaystyle \psi } és constant en els contorns de costa, i per diferents valors d' {\displaystyle \alpha }, emfatitzen la funció de la variació del paràmetre de Coriolis amb latitud incitant l'enfortiment de corrents de frontera occidental. Tals corrents es caracteritzen per ser molt més ràpids, més profunds, més estrets i més tebis que el seu anàleg oriental.
Per un estat de no rotació (paràmetre de Coriolis zero) així com un estat al qual el paràmetre de Coriolis és constant, la circulació d'oceànica no demostra cap preferència a l'acceleració/intensificació prop de la frontera oriental. Les línies de corrent exhibien una disposició simètrica en totes les direccions, amb l'alçada dels contorns que demostren una relació gairebé paral·lela a les línies de corrent, en el cas de rotació homogènia en l'oceà. Finalment, pel cas que ens interessa - en el qual la força de Coriolis té variació latitudinal - d'una tendència distinta per un diagrama de línies de fluix asimètriques, amb una observada, intensa concentració cap a la part occidental de l'oceà. Un expressiu conjunt de figures que descriuen la distribució de línies de flux i contorns d'alçada pels casos d'un oceà amb rotació uniforme i un oceà on la força de Coriolis és linealment dependent de la latitud pot ser trobada en l'article de l'Stommel de 1948.

### L'Equilibri Sverdrup i la Física d'Intensificació Occidental
La física de la intensificació occidental pot ser entesa a través d'un mecanisme que ajuda a mantenir l'equilibri de vòrtexs al llarg d'un gir oceànic. Harald Sverdrup fou el primer, precedint Henry Stommel, en intentar explicar l'equilibri de vorticitat de l'oceà mirant la relació entre les pressions del vent sobre la superfície i el transport de massa dins de la capa superficial de l'oceà. Va assumir un flux interior geostròfic, mentre negligia qualsevol efecte friccional o efectes de viscositat i presumia que la circulació desapareixia a alguna profunditat en l'oceà. Això va vetar l'aplicació de la seva teoria als corrents de frontera occidentals, fins que alguna forma d'efecte dissipatiu (capa inferior d'Ekman) seria més tard trobat necessari de pronosticar una circulació tancada per una cubeta oceànica sencera i compensar la circulació produïda pel vent.
Sverdrup va introduir un argument de vorticitat potencial per connectar el flux net interior dels oceans a la pressió del vent sobre la superfície i les pertorbacions de vorticitat planetàries incitades. Per exemple la convergència d'Ekman en els subtròpics (relacionada amb l'existència dels vents alisis en els tròpics i els vents prevalents de l'oest en les latituds mitjanes) va ser suggerida de dirigir vent a velocitat vertical descendent i per això, un aixafament de les columnes d'aigua, el qual subsegüentment força el gir oceànic a rotar més a poc a poc (via conservació de moment angular). Aquest fet també s'acompleix per mitjà d'una disminució en vorticitat planetària (variacions de vorticitat relativa no són significatives en grans circulacions oceàniques), un fenomen realitzable a través d'un flux dirigit cap a l'equador, que caracteritza el gir subtropical. El contrari és aplicable quan la divergència d'Ekman és induïda, produint una depressió (succió d'Ekman) i una subsegüent, columna d'aigua allargant-se i fent una circulació de retorn cap al pol característica dels girs subpolars.
Aquest flux de retorn, tal com fou mostrat per Stommel, ocorre en un corrent meridional, concentrat prop de la frontera occidental d'una conca oceànica. Per equilibrar la font de vorticitat induïda per la pressió del vent, Stommel utilitza un terme friccional lineal en el l'equació de Sverdrup, funcionant com un desguàs de vorticitat. Aquesta resistència friccional al moviment horitzontal de flux causada pel fons oceànic va permetre Stommel pronosticar teòricament una circulació tancada en un pla paral·lel al fons oceànic, tot demostrant la intensificació occidental dels girs conduïts pel vent i la seva atribució a la variació de l'acceleració de Coriolis amb la latitud (efecte beta). Walter Munk (1950) implementà la teoria de Stommel d'intensificació occidental utilitzant un terme friccional més realista, alhora que emfatitzava "la dissipació lateral d'energia de remolí." D'aquesta manera, no només reproduí els resultats de Stommel, recreant per això la circulació d'un corrent de frontera occidental d'un gir oceànic que s'assemblava al corrent de Golf, també mostrà que els girs subpolars s'hi haurien de desenvolupar al nord dels girs subtropicals, giravoltant en sentit oposat.